# Železná opona (divadlo)
Železná opona v divadle je požárně dělicí konstrukce, která slouží k oddělení prostoru jeviště od hlediště.
Železné opony se v Rakousku staly povinnou výbavou větších divadel v 80. letech 19. století. Přispěl k tomu zejména tragický požár se stovkami obětí ve vídeňském divadle Ringtheater v roce 1881, shodou okolností ve stejném roce, kdy se odehrál i požár Národního divadla,
Například železná opona v Národním divadle v Praze váží 12 tun, má rozměry přes 12 × 12 m, a tloušťku 15 cm. Současná opona je kopií původní, zdobené Františkem Kyselou.
Termín železná opona se později přenesl do politiky, kde označoval nepropustnou hranici kolem východního bloku během studené války.